# 地域金融
地域金融（ちいききんゆう）とは、日本において、信用組合、信用金庫などにより特定の地域の維持、発展のために行われる金融活動のことである。
その地域を支える中小企業、零細企業、個人事業主のために行われる金融活動である。
おこなっている業務は、銀行などと同じく、預金、融資、為替をメインとしたものであるが、たとえば融資の場合、一千万円以下の貸付が多数を占めるなど、都市銀行などに比べると小規模だという特徴がある。
中小企業、零細企業、個人事業主などは、大企業と比べると、貸借対照表、損益計算書などの定量的な材料が充実していない場合が多く、それを補うために、集金活動などを通してコミュニケーションをとり、定性的な情報を収集して、融資の際の検討材料にすることも多い。